# Bloomington Township (Missouri)
Pour les articles homonymes, voir Bloomington Township.
Bloomington Township est un township du comté de Buchanan dans le Missouri, aux États-Unis,. En 2010, sa population s'élève à 699 habitants. Fondé en 1839, il est baptisé en référence à la ville du même nom, porté à l'époque par l'actuelle ville de De Kalb.

## Source de la traduction
- (en) Cet article est partiellement ou en totalité issu de l’article de Wikipédia en anglais intitulé « Bloomington Township, Buchanan County, Missouri » (voir la liste des auteurs).